# دیزکوه
دیزکوه، روستایی از توابع بخش مرکزی شهرستان رودبار در استان گیلان ایران است.

## جمعیت
این روستا در دهستان رستم‌آباد شمالی قرار دارد و جمعیت آن ۸۲۶ نفر (۲۰۶خانوار) بوده‌است.